# Heinrich Rosbach

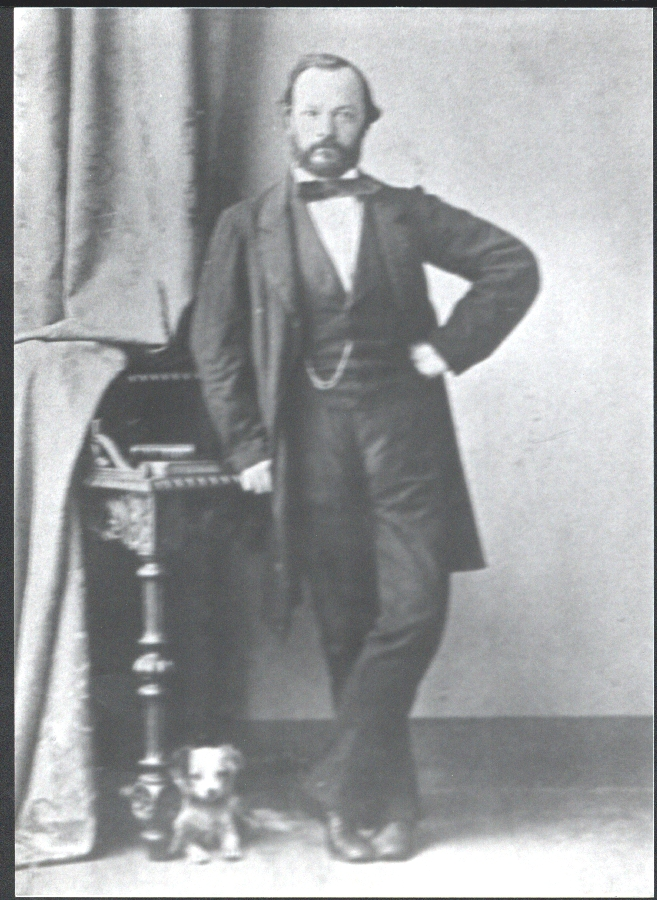
Heinrich Rosbach. Fotografie eines unbekannten Fotografen

Heinrich Rosbach (geboren am 31. Mai 1814 in Trier; gestorben am 19. Dezember 1879 in ebenda) war ein Arzt, Botaniker und Zeichner.
Sein botanisches Autorenkürzel lautet „Rosbach“.

## Leben
Heinrich Rosbach war der Sohn des Landgerichtsrats Johann Heinrich Rosbach und seiner Ehefrau Angelika, geb. Seitz. Er besuchte das Gymnasium zu Trier, Nach der Reifeprüfung studierte er Medizin an der Universität Bonn ab dem Wintersemester 1832 bis 1838. 1838 promovierte er in Bonn zum Dr. med. Ab 1840 war er Arzt in Trier. 1847 heiratete er Emma Tobis. Von 1848 bis 1861 betreute er die Insassen des Landarmenhauses in Trier. Ab 1848 war er Mitglied der Gesellschaft für nützliche Forschungen zu Trier; 1860 wurde er deren Vizepräsident und 1861 deren Präsident.

## Die Zeichnung die Karl Marx darstellen soll
Die Zeichnung des Trierer Kommilitonen, des späteren Arztes, Botanikers und Zeichners Heinrich Rosbach soll die erste Abbildung von Karl Marx sein. Constantin Cnyrim schenkte 2017 eine aus dem Nachlass von Heinrich Rosbachs stammende Bleistiftzeichnung in der Größe von 4 × 7 cm dem Trierer Stadtmuseum Simeonstift. Sie wird ab 5. Mai 2018 in der großen Marx-Ausstellung erstmals ausgestellt werden. Ob diese Vermutung sich bewahrheitet ist noch nicht entschieden. Die Zeichnung besitzt nur eine entfernte Ähnlichkeit mit der Zeichnung von David Levy Elkan die „1836“ betitelt ist und eine Studentengruppe vor dem „Weißen Roß“. in Godesberg zeigt. „Rossbach (Veitel) Medizinalrath in Trier“ ist von Schneider mit der Nummer „19“ auf der Rückseite benannt. Das Gasthaus konnte Eberhard Gockel nicht in Godesberg nachweisen.

## Schriften
- De numero digitorum adaucto. Georgi, Bonn 1838. (Diss. med.)
- Beobachtungen über die Vegatatiion im Jahre 1857. In: Jahresbericht der Gesellschaft für Nützliche Forschungen zu Trier vom Jahre 1857. Lintz, Trier 1858, S. 67–69.
- Flora von Trier. Verzeichniss der im Regierungsbezirke Trier sowie dessen nächster Umgebung wild wachsenden, häufiger angebauten und verwilderten Gefässpflanzen nebst Angabe ihrer Hauptkennzeichen und ihrer Verbreitung. 2 Bände. Ed. Groppe, Trier 1880. 231 und 197 Seiten.
  - Flora von Trier. Verzeichniss der im Regierungsbezirke Trier sowie dessen nächster Umgebung wild wachsenden, häufiger angebauten und verwilderten Gefässpflanzen nebst Angabe ihrer Hauptkennzeichen und ihrer Verbreitung. 2 Bände. 2. Auflage. H. Stephanus, Trier 1896.